# Alhojärvi
Alhojärvi är en sjö i Finland. Den ligger i kommunen Jämsä i landskapet Mellersta Finland, i den södra delen av landet, 190 km norr om huvudstaden Helsingfors. Alhojärvi ligger 89 meter över havet. Arean är 19,2 hektar och strandlinjen är 2,86 kilometer lång. Sjön  ingår i Kymmene älvs huvudavrinningsområde.   Den ligger vid sjön Hanisjärvi. I omgivningarna runt Alhojärvi växer i huvudsak blandskog.